# 云岭乡
云岭乡，是中华人民共和国云南省迪庆藏族自治州德钦县下辖的一个乡镇级行政单位。

## 词源
云岭乡因地处横断山脉腹地、云岭山脉北端而得名。

## 行政区划
云岭乡下辖以下地区：
果念村、斯农村、西当村、红坡村和查里桶村。

## 中国传统村落
2013年8月，雨崩村被评为第二批中国传统村落。